# Kafr 'Ana
Kafr 'Ana (en arabe : كفرئنا) est une ancienne localité palestinienne située à 11 km à l'est de Jaffa, sur le site antique d'Ono. En 1945, la localité compte une population estimée à 2 800 Arabes et 220 Juifs.
Le village est assailli par la brigade Alexandroni, une unité de la Haganah, avant le déclenchement de la guerre israélo-arabe de 1948, et est dépeuplé. De nos jours, l'ancien site de Kafr 'Ana se situe dans les limites de la ville israélienne moderne d'Or Yehuda.

## Histoire
Des vestiges datant de l'âge du cuivre ont été retrouvés sur place. Les Cananéens et les Israélites se réfèrent au site sous le nom de Ono (« 1 Chroniques 8:12 »), nom qui continue d'être utilisé tout au long des périodes du Premier et du Second Temple.

### Période byzantine
Il est fait mention dans la Mishna d'une muraille construite autour d'Ono,. Kafr 'Ana est connu sous le nom d'Onous durant la période byzantine et des céramiques de cette période y ont été identifiées. Kafr 'Ana représente en fait une expansion durant la période byzantine d'un site proche et beaucoup plus ancien - Kafr Juna, que l'on pense être l'ancien Ono.

### Période ottomane
Au début du domination ottomane au Levant, les revenus du village de Kafr 'Ana sont destinés à un nouveau waqf. le Hasseki Sultan Imaret, une soupe populaire de Jérusalem, fondée par Hasseki Hurrem Sultan (Roxelane), l'épouse de Suleiman le Magnifique. En 1596, Kafr 'Ana figure dans un recensement mené par les Ottomans. Il y est indiqué que le village est situé dans la Nahiya de Ramla, elle-même située dans le Sandjak de Gaza. Kafr 'Ana compte alors 11 ménages, tous musulmans. Ils payent une taxe à taux fixe de 25% sur les produits agricoles, dont le blé, l'orge, les cultures estivales, les vignes, les arbres fruitiers, le sésame, les caprins et les ruches, en plus des revenus occasionnels. Soit un total de 26 800 akçe. Tous les revenus sont destinés à un waqf.
En 1838, il est indique que Kefr Ana est un village musulman du district de Lydda.
L'explorateur français Victor Guérin se rend dans le village en 1863 et constate qu'il compte 500 habitants. Il en donne la description suivante : « Les maisons sont grossièrement bâties avec des briques cuites au soleil, formées de terre et de paille hachée. Sur divers points s'élèvent des palmiers, dont les panaches verdoyants dominent gracieusement cet amas informe d'habitations. Près du village, deux bassins peu profonds, creusés dans le sol, mais non construits, recueillent pendant l'hiver les eaux pluviales. Plusieurs puits à norias alimentent, en outre, cette localité et permettent d'arroser les jardins qui l'entourent. À côté de l'un de ces puits, je remarque quelques tronçons de colonnes de marbre qui paraissent antiques. »
Une liste de villages ottomans d'environ 1870 dénombre 156 maisons et 499 hommes dans le village,.
Dans l’enquête du Palestine Exploration Fund réalisée en 1882, Kafr 'Ana est décrit comme un village construit en briques d'adobe entouré de palmiers.

### Période du mandat britannique

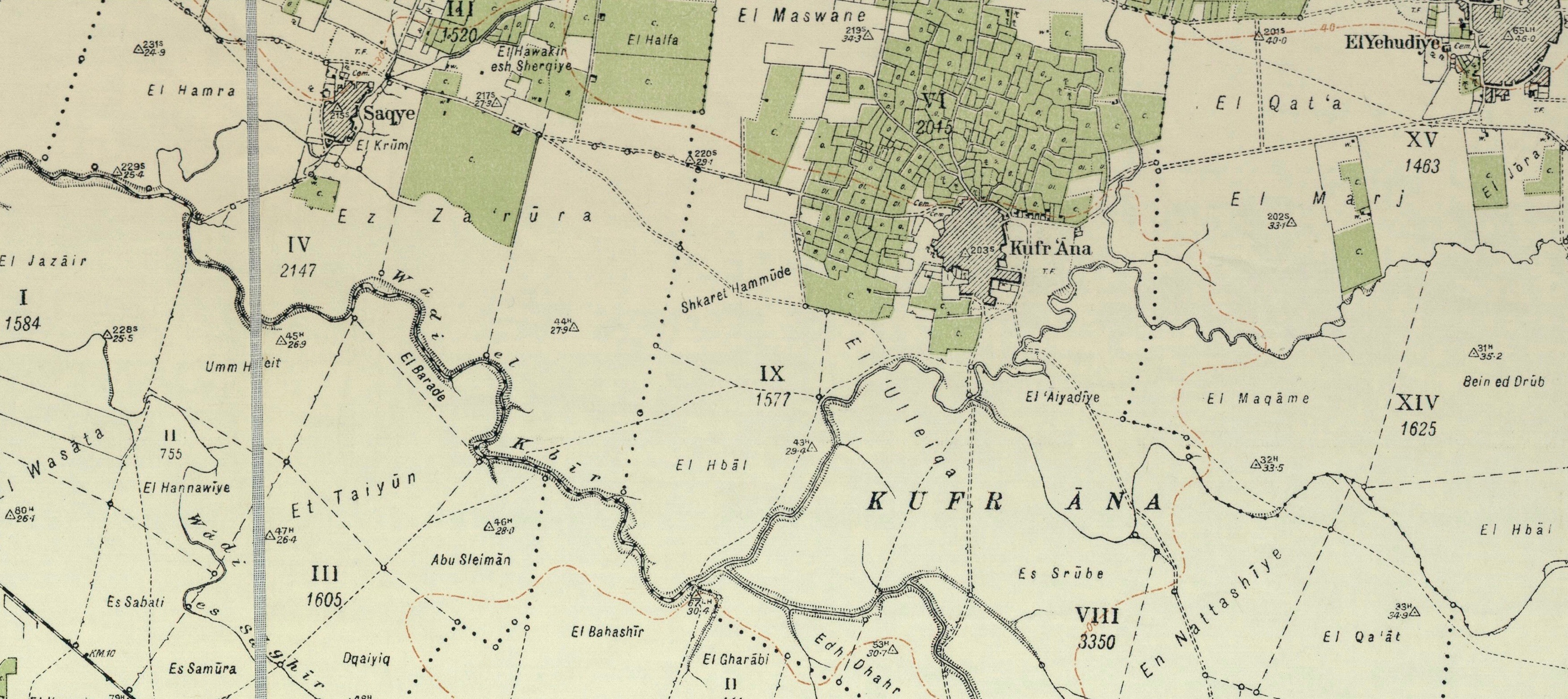
Carte au 1/20 000 de Kafr 'Ana, 1932.

Le recensement de la Palestine mandataire de 1922 dénombre 1 374 habitants, tous musulmans, dans la localité. D'après le recensement de 1931,on en compte 1 824, tous musulmans, dans un total de 449 maisons.
D'après des statistiques de 1945, les villageois vivent de l'agriculture, élèvent des volailles et pratiquent l'apiculture. Les vergers d'agrumes et les bananeraies occupent 2 214 dounams tandis que 11 022 dunums de terres villageoises sont consacrés à la céréaliculture. 597 dunums sont constitués de terres irriguées ou utilisés pour les vergers, et le bâti occupe 90 dounams.

### État d'Israël
Le village de Kafr 'Ana est dépeuplé dans les semaines précédant la guerre israélo-arabe de 1948, durant l'offensive Mivtza Hametz (Opération Hametz), du 28 au 30 avril 1948. L'opération est dirigée contre un groupe de villages se situant à l'est de Jaffa, dont Kafr 'Ana. L'ordre préparatoire indique que l'objectif est « d'ouvrir la voie [aux forces juives] de Lydda ». Bien qu'il n'y ait pas de mention explicite du sort qui doit être réservé aux habitants, l'ordre indique qu'il faut « nettoyer la zone » [tihur hashetah]. L’ordre d'opération final indique : « Les habitants civils des localités conquises doivent être autorisées à quitter les lieux après qu'on se soit assuré qu'ils n'ont pas d’armes. »
Le 23 septembre 1948, le général Elimelekh Avner cite Kafr Ana comme un village propice à l'installation de nouveaux immigrants juifs en Israël. De nos jours, une ville israélienne de Or Yehuda, fondée en 1950, se situe sur les anciennes terres des villages de Kafr 'Ana, Saqiya et Kheiriya,.
En 1992, le site du village est décrit comme suit: « Une partie du site est un terrain vague. Sur d'autres parties, des oliviers poussent, ainsi que des cyprès et des eucalyptus plantés par les habitants des localités israéliennes. Aucune trace des anciennes maisons ne peut être discernée. Des immeubles d'habitation et un petit parc ont été aménagés sur les terres environnantes. »

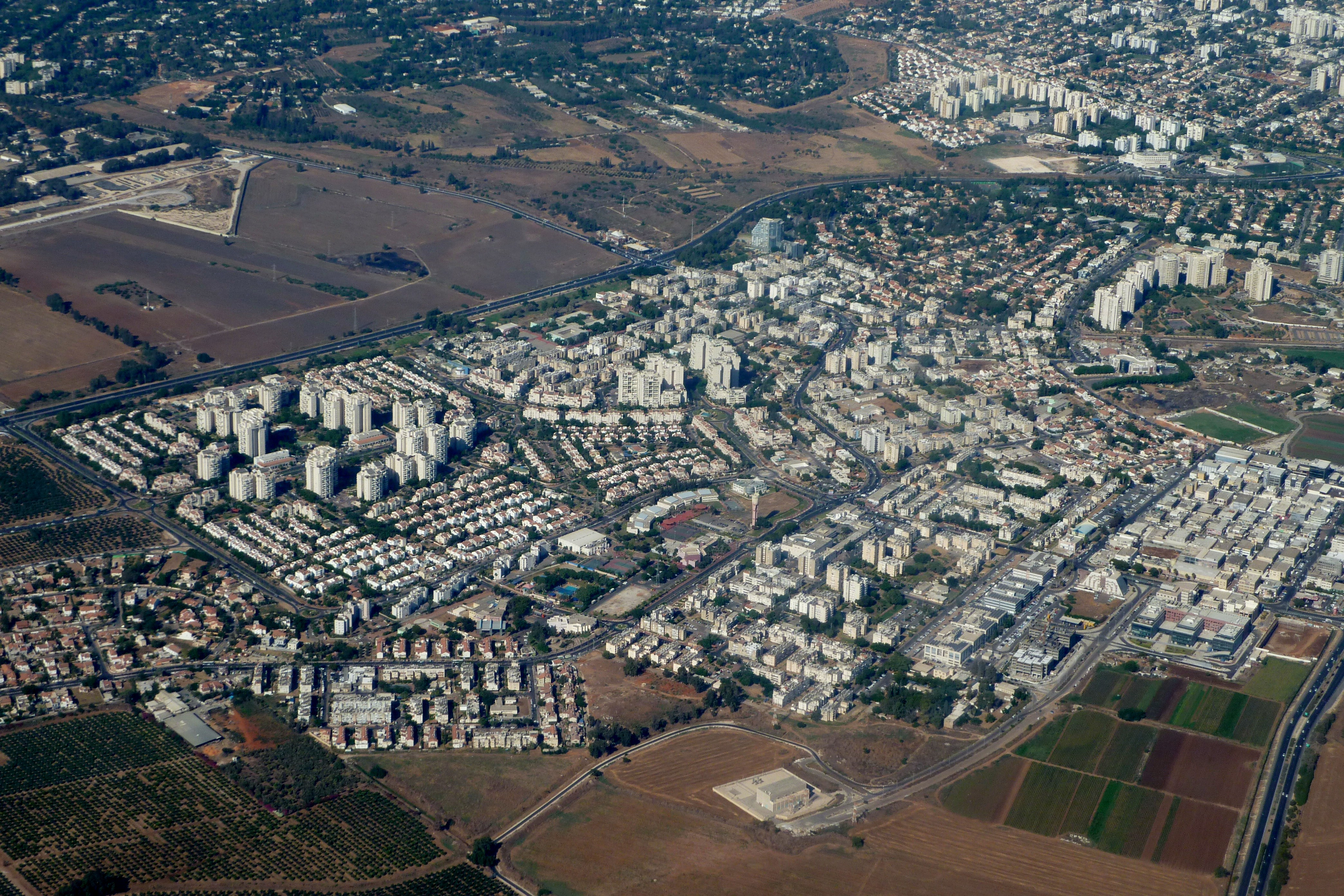
Vue aérienne de Or Yehuda construite sur les terres de Kafr 'Ana.
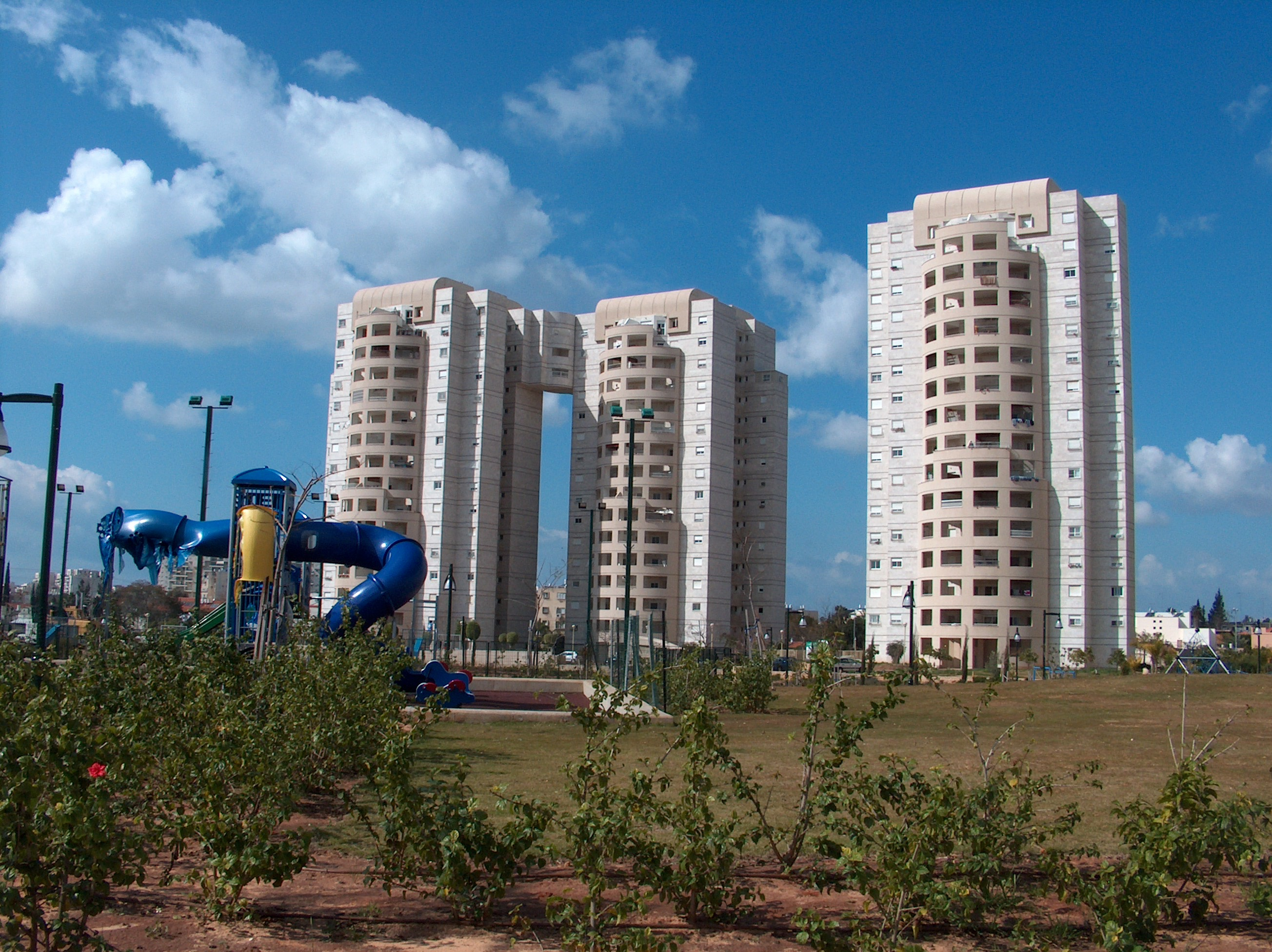
Le quartier de Neve Rabin dans l'est d'Or Yehuda, construits sur les ruines du village.
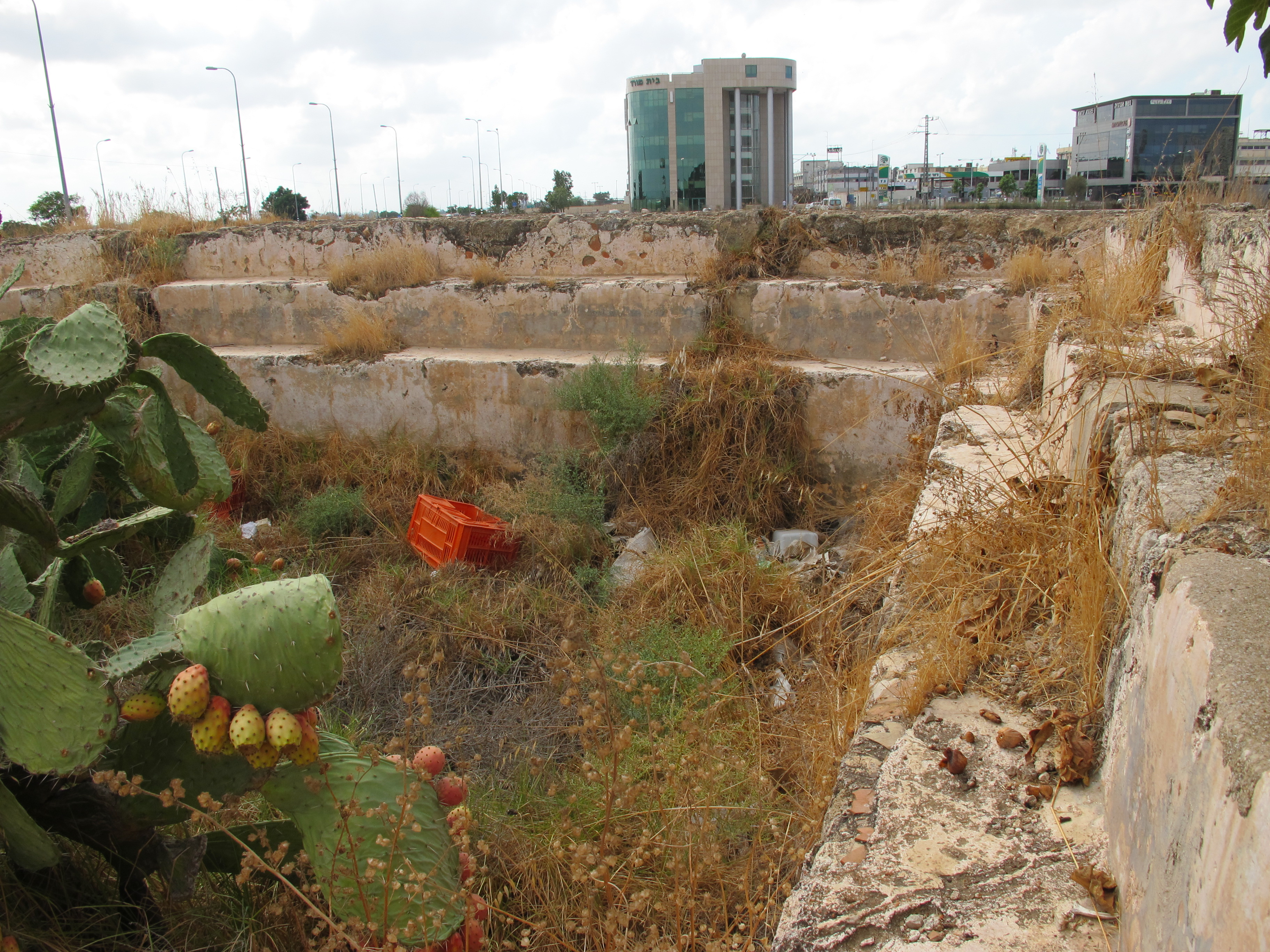
Un réservoir d'irrigationm dernier vestige de l'activité agricole du village.
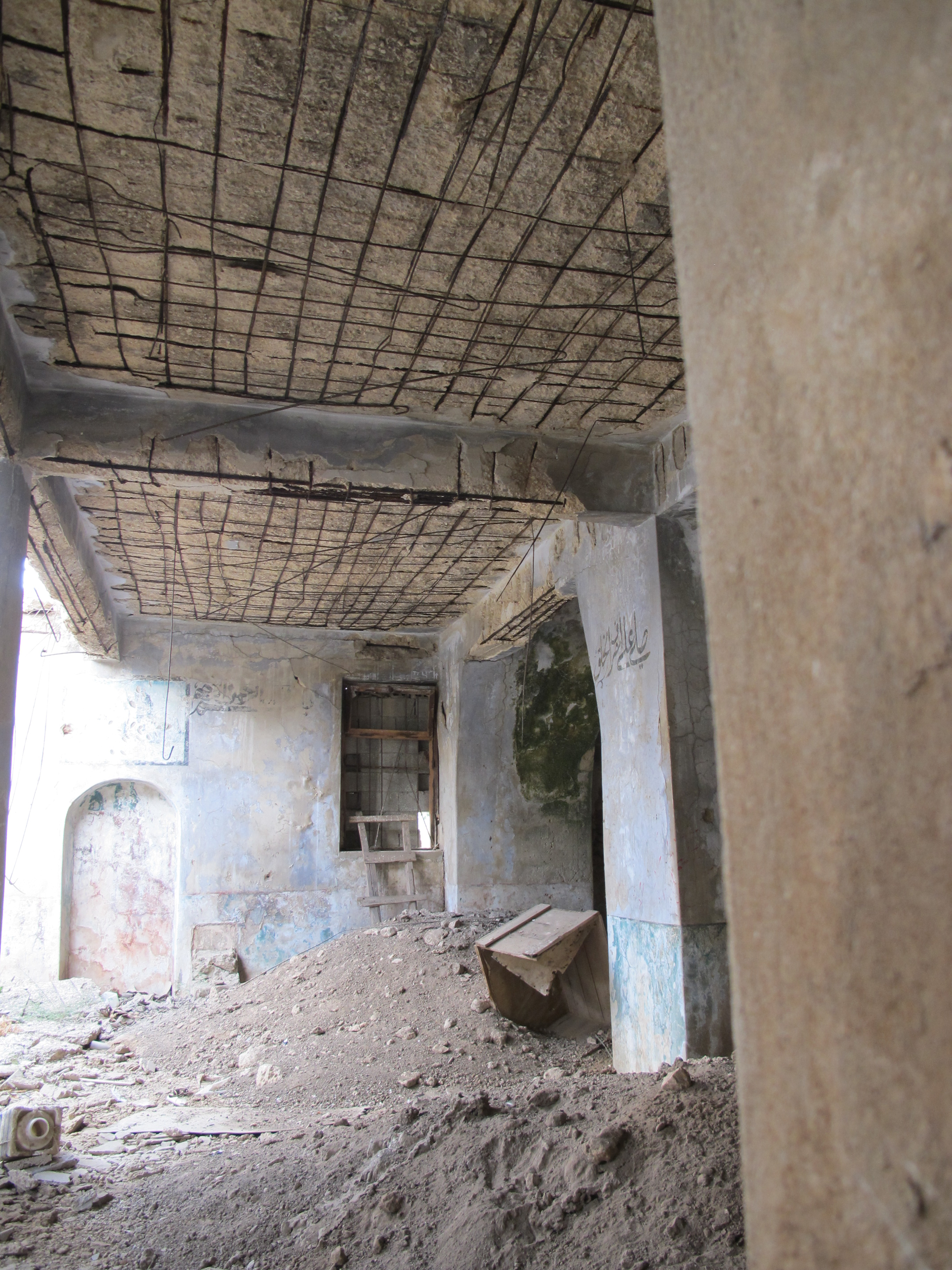
Intérieur de la mosquée du village en 2011.

## Culture
Un thob (robe ample à manches longue) de Kafr Ana, datant des années 1930, se trouve dans les collections du Museum of International Folk Art (MOIFA) à Santa Fe, aux États-Unis. La robe est taillée dans coton blanc recouvert d'une broderie de coton multicolore, à dominante rouge et bleu. Le qabbeh (l'étoffe carrée de la poitrine) n'est pas une pièce séparée, elle a été exécutée directement sur la robe. La broderie de la jupe et des manches a également été confectionnée directement sur la robe. Il y a quelques broderies à la machine, mais la plupart sont faites à la main. La robe a une encolure arrondie peu commune, ce qui était une innovation et n’était utilisée qu'à Kafr 'Ana et dans le village de Salama, près de Jaffa.